# Гримоальд I (герцог Баварии)
Гримоальд I (нем. Grimoald I) — герцог Баварии (около 590—591/593), соправитель своего отца Гарибальда I.

## Биография
Гримоальд I происходил из рода Агилольфингов. Был сыном Гарибальда I, первого известного по имени герцога Баварии, и Вальдрады, дочери короля лангобардов Вахо. Брат герцога Баварии Тассилона I, герцога Асти (с 589 года) Гундоальда и лангобардской королевы Теоделинды.
Франкский король Хильдеберт II свергнул Гримоальда вместе с его отцом Гарибальдом I и возвёл на их место в 591 или 593 году брата Гримоальда Тассилона I с титулом «rex».